# 馬ヘルペスウイルス4型
馬ヘルペスウイルス4型(英: Equid alphaherpesvirus 4;EHV-4)はヘルペスウイルス科に属するウイルスの一種であり、ウマの鼻肺炎の原因となる。馬ヘルペスウイルス4型は仔馬に呼吸器感染症を引き起こす最も重要なウイルスの一種である。馬ヘルペスウイルス4型は他のヘルペスウイルスと同様に、感染動物に生涯にわたり潜伏感染する。潜伏感染している動物は感染源となる。症状には発熱、食欲不振、鼻汁を含む。ほとんどの感染動物は1～3週間で回復するが、環境、過密や他のストレス因子によっては死亡することがある。いくつかのワクチンが存在する(ATCvet codes: QI05AA03 (WHO) inactivated, QI05AD01 (WHO) live, plus various combinations)。